# Gadhawa
Gadhawa (nep. गढवा) – gaun wikas samiti w zachodniej części Nepalu w strefie Rapti w dystrykcie Dang Deokhuri. Według nepalskiego spisu powszechnego z 2001 roku liczył on 1730 gospodarstw domowych i 10323 mieszkańców (5222 kobiet i 5101 mężczyzn).